# Nordiska Psalmodikonförbundet
Nordiska Psalmodikonförbundet är en musikförening som bildades 1993.

## Historik
År 1986 började man att ha spelstämmor för psalmodikon. År 1993 bildades föreningen på en spelstämma i Däldenäs, Skagen, Danmark. Styrelsen som bildades bestod av ordförande Rodney Sjöberg, vice ordförande Leif Löchen, sekreterare Anna-Lisa Sahlström, kassör John Höjdefors, suppleant Helena Ödvall och revisor Eric Rörborn. År 1995 kom förbundets tidning Psalmodika ut för första gången. År 2010 valde Göran Carlström till ny ordförande för förbundet.2018 blev Tommy Karlsson ny ordförande.
År 2007 bildades en spelgrupp i Hallaryd under namnet Psalmdikonisterna.

### Spelstämmor och årsmöten
| År   | Plats                                       | Övrigt |
| ---- | ------------------------------------------- | --- |
| 1993 | Däldenäs vid Skagen, Danmark                | Förbundet medverkade på en gudstjänst i Nysunds kyrka och ett friluftsmöte i Mo metodistkyrka.                                               |
| 1994 | Mariehamn, Åland                            | En konsert hölls i S:t Görans kyrka, Mariehamn.                                                                                              |
| 1995 | Östervåla                                   | En konsert hölls på Östervålla hembygdsgård och i Aspnäs gårdskyrka. Förbundet medverkade också på en gudstjänster i Östervåla kyrka.        |
| 1996 | Bergs kommun, Jämtlands län                 | En konsert hölls på Bergs hembygdsgård och i Bergs kyrka. Förbundet medverkade också på en gudstjänst i Ovikens nya kyrka.                   |
| 1997 | Selånger och Sundsvall, Västernorrlands län | En konsert hölls på Kulturmagasinet, Sundsvall och i Granlo kyrka. Förbundet medverkade också på en gudstjänst i Selångers kyrka.            |
| 1998 | Vitsand, Värmlands län                      | En konserten hölls på Vitsands hembygdsgård och i Vitsands kyrka.                                                                            |
| 1999 | Kungälv, Västra Götalands län               | En konserten hölls på Bohus fästning och på Nordiska folkhögskolan. Förbundet medverkade också på en gudstjänst i Kungälvs kyrka.            |
| 2000 | Minneapolis, Minnesota, USA                 | Spelstämma tillsammans med Nordic-American Psalmodikonforbundet.                                                                             |
| 2001 | Vänga, Västra Götalands län                 | En konsert hölls på Bredareds bygdegård och Vänga kvarn.                                                                                     |
| 2002 | Tjällmo, Östergötlands län                  | En konsert hölls på Servicehuset och på Björnängsgården i Godegård. Förbundet medverkade också på en gudstjänst i Tjällmo kyrka.             |
| 2003 | Älvdalen, Dalarnas län                      | En konserten hölls i Älvdalens kyrka. Förbundet medverkade också på en gudstjänst i kyrkan.                                                  |
| 2004 | Svanskog, Värmlands län                     | Konserten höll på Svanskogs hembygdsgård. Förbundet medverkade också på en gudstjänst i Svanskogs kyrka.                                     |
| 2005 | Brålanda, Västra Götalands län              | Sju medlemmar från Nordic-American Psalmodikonforbundet i USA gästade förbundet.                                                             |
| 2006 |                                             | Detta året genomfördes ingen spelstämma. |
| 2007 | Rättvik, Dalarnas län                       | Deltog på spelmansstämman i Tällberg. |
| 2008 | Limmared, Västra Götalands län              | |
| 2009 | Skållerud, Västra Götalands län             | En spelning hölls i Skålleruds kyrka. |
| 2010 | Funbo, Uppsala län                          | En musikgudstjänst hölls i Funbo kyrka. |
| 2011 | Skultuna, Västmanlands län                  | En musikgudstjänst hölls i Skultuna kyrka.                                                                                                   |
| 2012 | Stockholm, Stockholms län                   | En kvällsgudstjänst hölls i Bagarmossens kyrka.                                                                                              |
| 2013 | Åbo, Finland                                | En konsert hölls på Sibeliusmuseet och i Sankta Katarina kyrka.                                                                              |
| 2014 | Lund, Skåne län                             | En konsert hölls i Sankt Peters klosters kyrka.                                                                                              |
| 2015 | Slaka, Östergötlands län                    | En musikgudstjänst hölls i Slaka kyrka. |
| 2016 | Östervåla, Uppsala län                      | En musikgudstjänst hölls i Östervåla kyrka.                                                                                                  |
| 2017 | Forsa, Gävleborgs län                       | En musikhögmässa hölls i Forsa kyrka. |
| 2018 | Hallaryd, Kronobergs län                    | En gudstjänst hölls i Hallaryds kyrka. Där slogs världsrekord i antalet psalmodikonspelare som spelade samtidigt. Totalt var det 42 stycken. |
| 2019 | Karlstad, Värmlands län                     | En gudstjänst hölls i Alsters kyrka |
| 2020 | Skänninge                                   | En gudstjänst hölls i Vårfrukyrkan, Skänninge                                                                                                |
| 2021 | Årsmötet hölls digitalt                     | |
| 2022 | Karlshamn                                   | En konsert hölls på Karlshamns museum och en gudstjänst hölls i Backaryds kyrka                                                              |
| 2023 | Rättvik                                     | En konsert hölls på Folkmusikens hus och en musikgudstjänst hölls i Rättviks kyrka                                                           |

## Psalmodika
Förbundets tidning heter Psalmodika och kommer ut två gånger om året.

## Styrelse

### Ordförande
- 1993–2010: Rodney Sjöberg
- 2010–2018: Göran Carlström
- 2018–2023: Tommy Karlsson[1]

### Vice ordförande
- 2017- 2018  Tommy Karlsson
- 2019–2021: Lisbet Torkelsdotter[1]
- 2021–2023: Marcus Johansson

### Sekreterare
- 2018–2023: Vidar Lundbeck[1]

### Kassör
- 2018–2020: Elisabeth Jönsson
- 2020–2023: Nils Brickarp[1]

### Ledamöter
- 2018–2020: Fredrik von der Lancken[1]
- 2021–2023: Olof Irander
- 2021-2023   Max Kristiansson
- 2023 -          Inger Nennesmo

## Grupper
- Psalmodikonisterna, Hallaryd. Psalmodikongruppen bildades efter 2007.[7]
- En Sträng, Stockholm
- Väderstadsgruppen. Väderstad
- Skedvigruppen, Stora Skedvi